# Пила: Гра на виживання
«Пила» (англ. Saw), або «Пила: Гра на виживання» — американський фільм жахів 2004 року, знятий австралійським режисером Джеймсом Ваном. Сценарій до стрічки написали Ван і Лі Воннел.
Прем'єра фільму відбулася 19 січня 2004 року на кінофестивалі «Санденс» у США. В Україні фільм вперше показали 20 січня 2005 року. За перші вихідні фільм зібрав 18 млн $ (при бюджеті 1,2 млн $), а його загальні касові збори склали 104 млн $.

## Сюжет
Двоє чоловіків прокидаються в туалеті. Один з них — молодий фотограф на ім'я Адам Стенгейт, другий — онколог Лоуренс Гордон. Вони прикуті ланцюгами до труб, а в центрі кімнати лежить тіло в калюжі крові.
У своїх кишенях вони знаходять аудіокасети з поясненням причин, за якими вони тут опинилися: Адам стежить за іншими людьми, а Гордон, за родом своєї професії, повідомляє людям, що вони незабаром помруть. У повідомленні також сказано: «Разом з вами в кімнаті є ще одна людина. Коли в твоїй крові стільки отрути, єдиний вихід — застрелитися», (у цей момент камера показує тіло, яке лежить на підлозі), і що Гордон до 18:00 повинен убити Адама, інакше він втратить дружину Елісон і доньку Даяну. Фотограф знаходить у бачку унітаза пару ножівок, проте перепиляти ними ланцюги не вдається. «Він хоче, щоб ми пиляли не ланцюги. Він хоче, щоб ми пиляли ноги», — здогадується Гордон.
Онколог розуміє, хто затягнув їх сюди: це «Конструктор смерті» (Jigsaw), серійний вбивця, який змушує грати своїх жертв у смертельні ігри, щоб дати їм можливість зрозуміти цінність людського життя. Він не вбиває їх, а дає шанс вижити. Гордон дізнався про «конструктора смерті» після того, як останній залишив на місці злочину ліхтарик, що належить лікареві. Детективи Девід Тепп і Стів Сінг підозрюють, що хірург причетний до всіх цих убивств. Однак у Гордона є алібі, яке підтвердилося. Однак, детективи вважають, що лікар може допомогти слідству. Вони розповідають історію маніяка. Першою його жертвою став чоловік, який намагався вчинити самогубство. Він опинився в лабіринті з колючого дроту. Інший прикидався хворим. Його конструктор смерті намазав легкозаймистою речовиною і змусив зі свічкою шукати комбінацію з цифр, написаних на стіні. Обидва не змогли «виграти» в смертельній грі. Проте одна людина вижила — це наркоманка Аманда Янг. Вбивця надів на неї пристрій, який через хвилину після активації розірве їй щелепу. Пристрій можна було відкрити тільки ключем, що перебуває в шлунку в сусіда по камері, якому була введена велика доза опіуму.
Пізніше Адам і Гордон виявляють, що за ними спостерігають через відеокамеру. Ще через деякий час Адам знаходить в гаманці у Гордона фотографію зв'язаної дружини та доньки, позаду якої написано, що на стіні є місце, зазначене хрестом, і якщо вимкнути світло, то його можна буде знайти. Адам не показує хірургу фотографію. Тим часом, детектив Тепп вважає, що «конструктор смерті» — це Гордон. Теппа звільнили з поліції тому, що він був одержимий ідеєю зловити маніяка, який убив його напарника Сінга кількома тижнями раніше.
Адам пропонує Гордону вимкнути світло. Після цього на стіні з'являється хрест. Розбивши шматок стіни, хірург виявляє там коробку, в якій лежать дві цигарки, запальничка та мобільний телефон, який може тільки приймати дзвінки. «Конструктор смерті» пропонує Гордону вбити Адама, вмочивши цигарку в отруєну кров, проте хірург пропонує ліпший план: фотограф зімітує смерть. Але ця затія провалилася: конструктор смерті направляє на Адама струм, щоб перевірити, чи дійсно той мертвий.
Дзвонить мобільний телефон, і Елісон говорить Гордону, щоб той не вірив Адаму. Фотограф зізнається, що детектив Тепп найняв його, щоб шпигувати за Гордоном. Тим часом, будинки Елісон і Даяна знаходяться в заручниках у Зеппа, санітара лікарні, в якій працює Гордон.
Вже 18:00, скінчився час, відведений доктору. Елісон звільняється від мотузки і вступає в боротьбу із Зеппом. Лунають постріли, на них прибігає детектив Тепп, який спостерігав за цим будинком. Тим часом, вважаючи, що дружина і дочка все ще в небезпеці, Гордон відпилює собі ногу, бере револьвер і стріляє в Адама.
Тепп вже наздогнав Зеппа у тій будівлі, де знаходяться Адам і Гордон, в боротьбі санітар стріляє в детектива. Після цього, Зепп входить у кімнату і бачить, що хірург убив фотографа і говорить: «Час вийшов. Такі правила», — і спрямовує пістолет на Гордона. Адам, якому Лоуренс вистрілив у плече, збиває з ніг Зеппа, бере кришку від бачка унітаза і б'є санітара до смерті. Лікар каже, що йому потрібна допомога, інакше він помре від втрати крові, і йде геть.
Адам, утім, все ще прикутий до труби. Він обшукує Зеппа, але замість ключа знаходить аудіоплеєр з касетою. Фотограф дізнається, що санітар весь цей час теж був у смертельній грі Конструктора смерті. Він повинен був взяти в заручники дружину і дочку Гордона і, якщо лікар не виконає умови «гри» — вбити їх, інакше сам помре від отрути, що перебуває в його крові. Справжнім же «Конструктором» виявився «труп», що лежить в центрі кімнати. Це Джон, пацієнт, який невиліковно хворий і знаходився на лікуванні у доктора Гордона. Він говорить, що ключ від ланцюгів був у ванній, але він був спущений у каналізацію після першого пробудження Адама. Конструктор смерті говорить: «Гру закінчено». Після цього він закриває двері. Фільм закінчується криком Адама, який триває до титрів.

## У ролях
- Лі Воннелл — Адам Стенгейт
- Кері Елвіс — доктор Лоуренс Гордон
- Тобін Белл — Конструктор смерті
- Денні Гловер — детектив Девід Тепп
- Кен Люн — детектив Стів Сінг
- Діна Меєр — детектив Еллісон Керрі
- Майкл Емерсон — Зепп Гіндл
- Шоуні Сміт — Аманда Янг
- Майк Баттерсі — Пол Столлберг
- Пол Гутрехт — Марк Родрігез
- Моніка Поттер — Елісон Гордон
- Макензі Вега — Даяна Гордон
- Олександра Бокін Чан — Карла
- Беніто Мартінес — Бретт
- Нед Белламі — Джефф

## Історія створення

### До початку знімання
Сценаристи фільму Джеймс Ван і Лі Воннелл познайомилися в кіношколі в Мельбурні, Австралія. Як залікову роботу вони написали сценарій до фільму «Пила» та зняли невеликий епізод з нього (він був дуже схожий на епізод з Амандою, тільки замість Шоуні Сміт там грав Лі Воннелл). Їх керівник був настільки вражений побаченим, що відіслав його до Голлівуду. Відіслав і забув. Через кілька місяців надійшов лист, у якому говорилося, що Вана та Воннелла запрошують знімати фільм за їх сценарієм. Продюсерами фільму виступили Грег Гофман, Пітер Блок, Ларк Берніні, що раніше працювали тільки з мультиплікаційними й дитячими фільмами. Вони не стали робити з цікавого сценарію звичайний дешевий трилер для показу по телебаченню, а дозволили дебютантам зняти те, що вони хотіли. Підготовка до знімання тривала п'ять днів. Ніяких репетицій не планувалося, акторам довелося грати з чистого аркуша. Згідно з коментарем на DVD, нічні кошмари Джеймса Вана та Лі Воннелла лягли в основу більшості страшних і жахливих сцен фільму. Прочитавши сценарій, агент Ванна та Лі Воннелла порадив їм зняти одну зі сцен як короткометражку і розсилати її по голлівудських студіях разом зі сценарієм.

### Знімання
Знімання тривало 18 днів, з них шість днів знімали сцени в туалеті. Оскільки бюджет фільму був обмежений (всього 1,2 млн $), знімання вели в одному павільйоні. Роль Адама виконав сценарист фільму Лі Воннелл. У фільмі він виконав не тільки цю роль: в деяких сценах йому довелося заміщати відсутніх акторів. Знімання вели таким чином, щоб у кадрі не миготіли обличчя. Воннелл зіграв детектива Сінга, що входить до будівлі з дробовиком, а також персонажа Шоуні Сміт, що ріже свою жертву ножем. Щоб тінь на стіні була схожа на жіночу, Воннеллу довелося надягати перуку. Лоуренсова нога, яку «відпилюють» — його власна. Проте актор так сильно рухав по ній затупленою пилкою, що дійсно порізався. Тобіну Беллу, виконавцю ролі «Конструктора смерті», довелося нерухомо лежати на підлозі протягом шести днів. Його не стали підміняти манекеном, бо творці стрічки не могли дозволити собі цього з фінансових міркувань через дуже високу вартість якісного манекена. Мертвого сусіда по камері Аманди зіграв Орен Коулес, один з продюсерів фільму. Сцену автомобільної гонитви знято в гаражі складу при вимкненому світлі з додаванням штучного диму; при цьому кілька людей розгойдували машини для створення ефекту руху. Основна частина знімання минула на закинутому складі. Потрібні кімнати відремонтували для знімання тих чи інших сцен. Тільки для туалету зробили окремі декорації.
Для того щоб актор Тобін Белл лежав нерухомо, йому вколювали заспокійливу речовину, до того ж кожен день, протягом шести днів, поки знімали сцени з його участю.

## Вихід фільму
Тим, що за винятком Денні Гловера весь акторський склад складався з маловідомих канадських серіальних акторів, фільм не обіцяв бути комерційно успішним і його планували до виходу відразу на відео, тому що за всіма критеріями фільм був типовим представником т. зв. «незалежного малобюджетного кіно», що явно не має популярності серед широкого загалу. Але на прем'єрному показі на кінофестивалі «Санденс», фільм справив ефект бомби, що розірвалася й отримав найпохвальніші відгуки. До прем'єри Лі Воннелл і Джеймс Ван (останній був ще й режисером фільму) ризикнули, відмовившись від звичайного гонорару на користь відсотків від прибутку. Ризик виявився виправданим, і з малим за голлівудськими мірками бюджетом $ 1,2 млн. фільм зібрав у світовому прокаті суму $ 103 млн, негайно злетівши на сьоме місце в рейтингу найприбутковіших фільмів усіх часів. На кінофестивалі в Торонто фільм закривав конкурсну програму.

## Кіноляпи
- Коли Лоуренс в кінці фільму відпилює собі ногу пилкою, ні ступня, ні пальці на ній при цьому зовсім не рухаються. Помітні лише невеликі загальні коливання ноги. Ймовірно, творці фільму хотіли показати, що Лоуренс досяг небувалого психологічного стану і зміг зафіксувати свою ногу як дерев'яну колоду, яка абсолютно не реагує на больові відчуття.
- Можна побачити, що приблизно з 28 по 33 хвилину у фільмі Адам стоїть без ланцюга, а потім знову з'являється ланцюг (хоча, є версія, що ланцюг в цей час перебуває в стані «в натяжку», і його просто не видно, як тільки Адам зсувається в бік, відразу помітні декілька ланок ланцюга).

## Особливості фільму

### Конструктор смерті
Прізвисько «Конструктора смерті» (англ. Jigsaw) пішло від того, що він іноді на тілі своїх жертв вирізав шматочок шкіри, схожий на елемент мозаїки в грі «Пазл» (англ. Jigsaw puzzle). За сюжетом, «Конструктор смерті» завжди якось пов'язаний зі своїми жертвами. Він зустрів наркоманку Аманду, доктора, який сповістив його про невиліковну хворобу, і службовця на фабриці з виробництва манекенів.

## Зв'язки

### З іншими фільмами
У фільмі міститься безліч посилань на картини Даріо Ардженто. Кері Елвіс і Моніка Поттер грали разом «лиходіїв» у фільмах Алекса Кроса «І прийшов павук» і «Цілуючи дівчат». Лі Воннелл повідомив, що сцена, в якій його персонаж занурює руку в унітаз, була придумана під враженням від схожою сцени в картині «На голці».
У дев'ятому випуску аніме-серіалу «Lucky Star» головні героїні дивляться цей фільм у кінотеатрі.

### З іншими частинами серії
У сиквелі фільму з'ясується, що Адам помер після подій першої частини. Невідомо, чи помер Лоуренс Гордон після того, як відрізав собі ногу, оскільки після цього він не з'являвся у фільмі. Багато хто говорить, що він помер, оскільки Гордон сказав: «Якщо мені ніхто не допоможе, я помру від втрати крові». У другій частині фільму видно, що коридор в цій будівлі дуже довгий, і Гордон, найімовірніше, не в силах був подолати його самостійно. Плюс до всього, в сиквелі на підлозі лежало тіла Адама і Зеппа, а якщо б Гордон вижив, то тіла б були вже знайдені.
Керрі (Діна Маєр) грає одну з головних ролей у другій частині фільму. В обох частинах фільму головні «лиходії» лежали на підлозі на початку фільму («Конструктор смерті» у першій частині й Аманда в другій).

## Дати прем'єрних показів
- У США фільм вийшов в широкий прокат 29 жовтня 2004. Другу частину випустили 28 жовтня 2005, а прем'єрний показ третьої відбувся 27 жовтня 2006 року. Що стосується четвертої частини фільму, то її прем'єра відбулася 26 жовтня 2007 року. А фільм «Пила 5» вийшов 24 жовтня 2008 року. Шостий фільм з'явився на екранах 23 жовтня 2009, сьомий і останній за рахунком сиквел фільму під назвою «Пила: Останній розділ» побачив світ 28 жовтня 2010 року.

## Нагороди та номінації
| Рік  | Результат | Нагорода або фестиваль                                                   | Номінація                            | Примітки                                   |
| ---- | --------- | ------------------------------------------------------------------------ | ------------------------------------ | ------------------------------------------ |
| 2004 | Перемога  | Фестиваль фантастичних фільмів і фільмів жахів в Сан-Себастьяні          | Найкращий фільм                      |                                            |
| 2005 | Перемога  | Міжнародний фестиваль фантастичних фільмів у Брюсселі                    | Найкращий трилер                     |                                            |
| 2005 | Перемога  | Gérardmer Film Festival                                                  | Спеціальний приз журі                | Розділив нагороду разом з фільмом Calvaire |
| 2005 | Перемога  | Gérardmer Film Festival                                                  | Гран-прі фестивалю                   |                                            |
| 2005 | Номінація | Teen Choice Awards                                                       | Найкращий крик у фільмі              | Крик Адама перед фінальними титрами        |
| 2005 | Номінація | Teen Choice Awards                                                       | Найкращий фільм                      |                                            |
| 2005 | Номінація | Satellite Awards                                                         | Найкращі доповнення на DVD           |                                            |
| 2005 | Номінація | MTV Movie Awards                                                         | ЛКраща роль у фільмі жахів / трилері | Кері Елвіс в ролі доктора Гордона          |
| 2005 | Номінація | Golden Trailer Awards                                                    | Найкращий фільм жахів                |                                            |
| 2005 | Номінація | Fantasporto                                                              | Найкращий фільм                      |                                            |
| 2005 | Номінація | Сатурн (приз Академії наукової фантастики, фентезі та фільмів жахів США) | Найкращий фільм жахів                |                                            |
| 2006 | Номінація | Сатурн (приз Академії наукової фантастики, фентезі та фільмів жахів США) | Найкраще колекційне видання DVD      |                                            |

## Технічна інформація
- Формат зображення: 1.85: 1
- Камера: Panavision Cameras and Lenses
- Формат копії: 35 mm
- Формат зйомок: 35 mm